# Moja rodina
Moja rodina (Моя Родина) è un film del 1933 diretto da Iosif Efimovič Chejfic e Aleksandr Zachri.